# Distrito de Dębica
Dębica (en polaco: powiat dębicki) es uno de los 379 distritos de Polonia, situado en el sureste del país. Se creó el 1 de enero de 1999 mediante la Ley de Reordenamiento Territorial polaca, pasando a ser la capital del distrito formado por los 7 municipios Dębica, la ciudad más grande de la región.
Se forma principalmente por terrenos rurales, considerándose únicamente urbano a la capital, aunque los municipios de Pilzno y Brzostek se considenran mixtos (Rurales-Urbanos).

## División administrativa
El distrito se divide en 7 municipios, la siguiente lista los muestra odernados por números de habitantes.
| Municipio                                               | Tipo   | Área (km²) | Población (2006) |
| Dębica (Ciudad)*                                        | Urbano | 34.1       | 46,955           |
| Dębica (Municipio)*                                     | Rural  | 137.6      | 23,953           |
| Pilzno                                                  | Mixto  | 165.2      | 17,289           |
| Żyraków                                                 | Rural  | 110.3      | 13,328           |
| Brzostek                                                | Mixto  | 122.6      | 13,022           |
| Czarna                                                  | Rural  | 147.0      | 12,487           |
| Jodłowa                                                 | Rural  | 59.9       | 5,439            |
| * La capital es considerada un municipio independiente. |        |            |                  |

## Demografía
En la siguiente tabla se muestra el porcentaje de hombres y mujeres en las zonas urbanas y rurales.
| Hombres        | Mujeres        | Total   |
| -------------- | -------------- | ------- |
| 66 980 (50'6%) | 65 449 (49'4%) | 132 429 |

## Transportes

### Carreteras
Por Debica pasa la carretera europea  E-40 , la cual es la más larga de Europa ( Calais -  Ridder) con 8500km de distancia. Con esta, comunica además la carretera nacional polaca 73.

### Ferrocarril
La única estación de tren se encuentra en la capital. Desde esta parten tres líneas ferroviarias que comunican el distrito con Rzeszów, Tarnow y con Mielec. La línea que comunica Breslavia con Przemyśl pasando por Debica, es considerada una de las más importantes de Polonia, siendo además la única electrificada que atraviesa el distrito.
- Datos: Q1147644
- Multimedia: Powiat dębicki / Q1147644

1. ↑  Worldpostalcodes.org,código postal n.º 39-200.